# Лінія Брюніг — Напф — Ройс

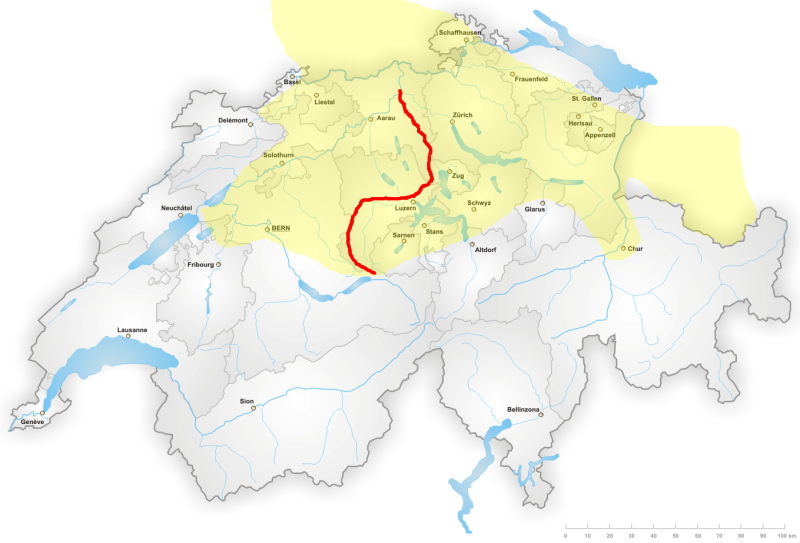
Лінія Брюніг — Напф — Ройс
Мовний ареал верхньоалеманського діалекту

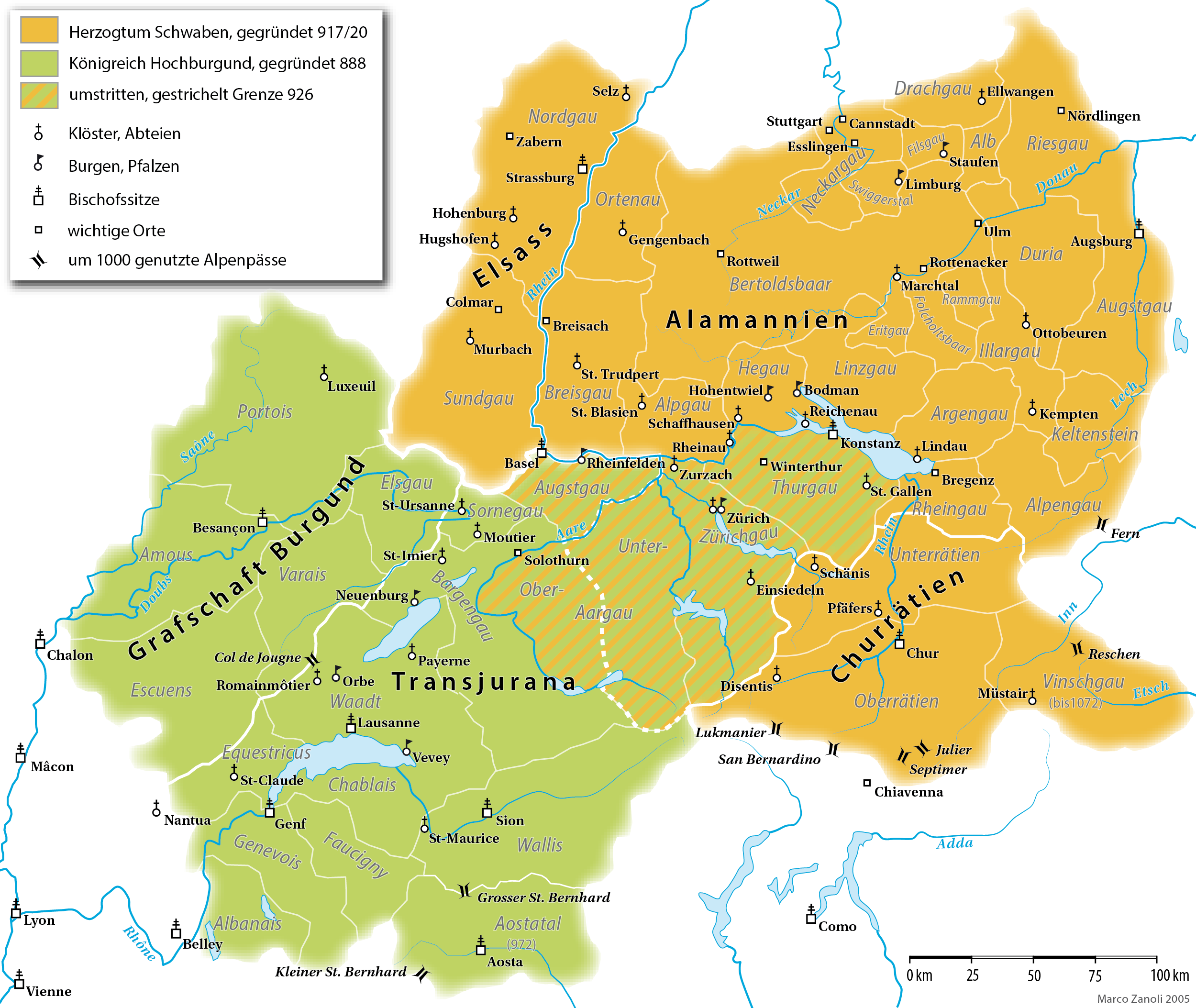
Герцогство Швабія (Алеманія) та Бургундське королівство близько 1000 року: Лінія Брюніг — Напф — Ройс пролягає кантоном Ааргау, який був предметом суперечок між двома імперіями.

Лінія Брюніг — Напф — Ройс, також відома як Ясовий кордон (нім. Jassgrenze) — культурна межа у Швейцарії, що пролягає приблизно повздовж перевалу Брюніг, пасма Напф і річки Ройс. Лінію, розташовану приблизно за 50—100 кілометрів на схід від романо-германської мовної межі (Рештіграбен), у 1947 році визначив фольклорист Ріхард Вайс. Останнім часом її існування частково ставлять під сумнів, частково — відносно переосмислюють.
З одного боку, лінія Брюніг — Напф — Ройс розмежовує діалекти всередині верхньоалеманського мовного ареалу, а з іншого — розділяє німецькомовну Швейцарію на дві частини за низкою відмінностей у культурі та звичаях. Примітний факт використання різних гральних карт для ясу: на захід від лінії Брюніг — Напф — Ройс використовуються французькі масті (чирва, бубна, піка, трефа), а на схід — швейцарські (жир, дзвінка, щити, троянди). Водночас ця лінія значною мірою збігається з (традиційною) межею ареалів поширення коров'ячих порід: зімментальської плямистої на заході та бурої швейцарської на сході.
З огляду на це деякі автори, зокрема історики та фольклористи, вважають, що лінія Брюніг — Напф — Ройс є єдиною справді вагомою культурною межею у Швейцарії — набагато важливішою, ніж мовна, оскільки «західні» звичаї поширюються як на франкомовних, так і на німецькомовних мешканців Західної Швейцарії. Вважається, що цей поділ сягає своїм корінням раннього середньовіччя: у той час бургундський вплив був більш поширений на захід від лінії, а алеманський — на схід. Культурний кордон пролягав по Ааргау, яке протягом століть було предметом суперечок між Королівством Бургундія та герцогством Швабія (Алеманія). На початку високого середньовіччя на прикордонні поєдналися верхньорейнські впливи з північного заходу та швабські впливи з північного сходу. Ернст Ергард Мюллер розглядав Брюніг-Напф-Ройсську лінію (не називаючи її так) як південноалеманське продовження Шварцвальду, що ділить північне алеманське мовне поле на західну частину (Верхній Рейн) і східну частину (Швабія). Також це мовно-культурне районування певною мірою зумовлено історичним співіснуванням двох політичних центрів — Берну на заході та Цюриху на сході країни.

## Критика
Останнім часом саме існування лінії Брюніг–Напф–Ройс ставиться під сумнів. Гіпотеза про таку культурну межу спиралася на дослідження 1930–1940-х років, коли націоналізм і конструювання національної ідентичності через культурні ознаки були поширеним явищем, що добре вписувалось у політичну культурну програму «духовної національної оборони». Після її представлення у 1947 році цю тезу фактично більше не розробляли співробітники «Атласу швейцарської етнології», окрім двох згадок на початку 1950-х років, і вона ніколи не була перевірена етнологією на опублікованих картах. Критика з боку етнології вперше прозвучала на початку 1990-х років від Крістін Буркгардт-Зеебасс, професорки етнології Базельського університету, яка назвала лінію Брюніг–Напф–Ройс «міфом Вайса». Також германіст і дослідник гральних карт Вальтер Гаас зауважив, що часто цитоване розділення Швейцарії за картами для гри в яс склалося лише у XIX столітті.
Ще раніше мовознавці відкидали припущення про давнє походження цієї межі та наголошували, що Брюніг-Напф-Ройсська лінія є відносно молодим утворенням. Водночас мовознавці не беруть під сумнів той факт, що поділ німецькомовного простору Швейцарії від пізнього Середньовіччя значною мірою формувався під впливом міських держав Берна й Цюриха, між якими бракувало ще одного міського центру, який міг би стати осередком формування мовного ареалу. Окрім цього поділу на західну та східну частини, мовний ландшафт алеманської Швейцарії має й інші ареальні утворення, які можуть накладатися на Брюніг-Напф-Ройсську лінію.